# Peresika, Turiisk
Peresika (în ucraineană Пересіка) este un sat în comuna Ozereanî din raionul Turiisk, regiunea Volînia, Ucraina.

## Demografie
Componența lingvistică a localității Peresika
     Ucraineană (100%)
Conform recensământului din 2001, toată populația localității Peresika era vorbitoare de ucraineană (100%).